# Kurt Russell
Kurt Vogel Russell (17 de marzo de 1951; Springfield, Massachusetts) es un actor estadounidense. Comenzó su carrera como actor infantil antes de pasar a interpretar papeles protagónicos como adulto en diversos géneros, como películas de acción, ciencia ficción, wéstern, romance, comedia y drama familiar. Es conocido por su colaboración con cineastas como John Carpenter y Quentin Tarantino, y ha recibido un Critics' Choice Super Award, además de varias nominaciones a premios, incluyendo un Premio Primetime Emmy y un Globo de Oro.
A los 12 años comenzó a actuar en la serie de televisión del género wéstern The Travels of Jaimie McPheeters (1963–1964). A finales de los años 60, firmó un contrato de diez años con The Walt Disney Company, protagonizando películas como The Computer Wore Tennis Shoes (1969), Now You See Him, Now You Don't (1972) y The Strongest Man in the World (1975). Por su interpretación del ídolo del rock and roll Elvis Presley en la película para televisión Elvis (1979), fue nominado al Premio Primetime Emmy al mejor actor en miniserie o telefilme.
Fue nominado al Globo de Oro al mejor actor de reparto por su papel en Silkwood (1983), dirigida por Mike Nichols. Colaboró con el director John Carpenter interpretando a antihéroes en las películas de acción Escape from New York (1981), su secuela Escape from L.A. (1996), el filme de terror The Thing (1982) y la comedia de acción Big Trouble in Little China (1986). También actuó en películas como Used Cars (1980), The Fox and the Hound (1981), The Best of Times (1986), Overboard (1987), Backdraft (1991), Tombstone (1993), Stargate (1994), Vanilla Sky (2001), Miracle (2004), Dreamer, Sky High (ambas en 2005), Death Proof (2007), The Hateful Eight (2015) y Once Upon a Time in Hollywood (2019).
Russell también ha participado en varias franquicias, interpretando a Mr. Nobody en tres películas de la saga Fast & Furious entre 2015 y 2021; a Ego el Planeta Viviente en el Universo cinematográfico de Marvel (MCU) en Guardianes de la Galaxia vol. 2 (2017) y en la serie What If...? (2021); y a Santa Claus en las películas de Netflix The Christmas Chronicles (2018) y The Christmas Chronicles 2 (2020).

## Trayectoria profesional

### 1951-1962: Primeros años
Kurt Vogel Russell nació el 17 de marzo de 1951, en el Hospital de Baystate Health de Springfield (Massachusetts). Es hijo del actor Bing Russell (cuya aparición más destacada fue en la aclamada serie de televisión Bonanza en el papel del ayudante del sheriff) y la bailarina Louise Julia Crone. Tuvo tres hermanas (Jill, Jamie y Jody). 
Su familia se trasladó a California cuando era niño, y Russell creció en Thousand Oaks. Se graduó en el Thousand Oaks High School en 1969. 
Su relación con el béisbol se remonta a su padre, que fue jugador profesional. Kurt jugó al béisbol en su época escolar y también en el equipo del instituto como segundo base. Y su hermana Jill es la madre del jugador de béisbol Matt Franco.

### 1962-1965: Inicios en la televisión

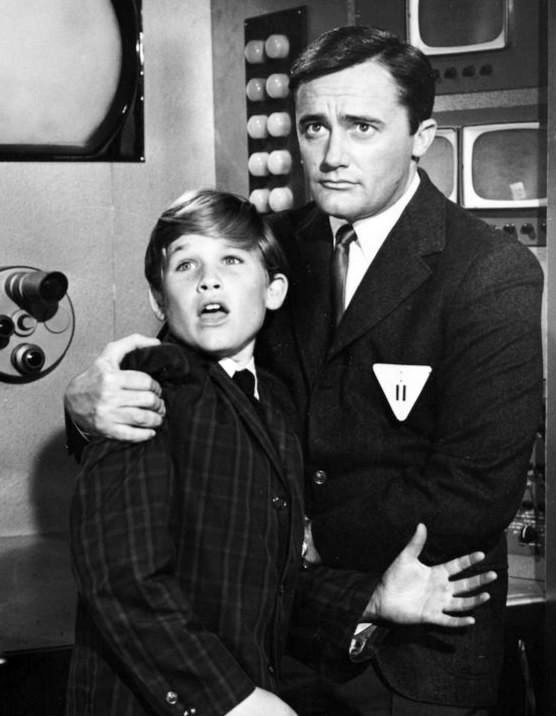
Russell con Robert Vaughn en un episodio de la serie The Man from U.N.C.L.E. de 1964.

Russell hizo su debut en una película protagonizada por Elvis Presley titulada It Happened at the World's Fair (película que en España se tituló Puños y lágrimas), en la que le daba una patada en la espinilla al propio Elvis. El 24 de abril de 1963, Russell participó en la serie de la ABC Our Man Higgins, protagonizada por Stanley Holloway.
En 1963 protagoniza junto a Dan O'Herlihy la serie de televisión Los Viajes de Jaimie McPheeters para MGM televisión (cadena ABC) basado en la novela del mismo nombre, del ganador del Premio Pulitzer Robert Lewis Taylor. La temática es los avatares de un niño de 12 años, en sus viajes en una caravana de carretas hacia el oeste. Se emitieron 26 episodios, con 52 minutos de duración, en formato blanco y negro. La serie se cerró en 1964.
En 1964, Russell es el actor invitado en el episodio "Nemesis" de la serie de la ABC El fugitivo en el que es el hijo del teniente de policía Phillip Gerard, es secuestrado sin querer por el compañero de su padre, el doctor Richard Kimble. Volvería a la serie en 1966 ya como un adolescente en el capítulo llamado "In a Plain Paper Wrapper". En otro capítulo, en este caso de la serie de la NBC El virginiano, interpretó al huérfano equivocado cuyo padre, interpretado por Rory Calhoun, era un forajido que todavía estaba vivo y acababa de salir de prisión buscando a su hijo.
Russell interpretó un papel similar en el episodio "Blue Heaven" de la serie western Gunsmoke de 1964 y, justo después, Russell encarnaba a un chico salvaje en la serie La Isla de Gilligan de la CBS.

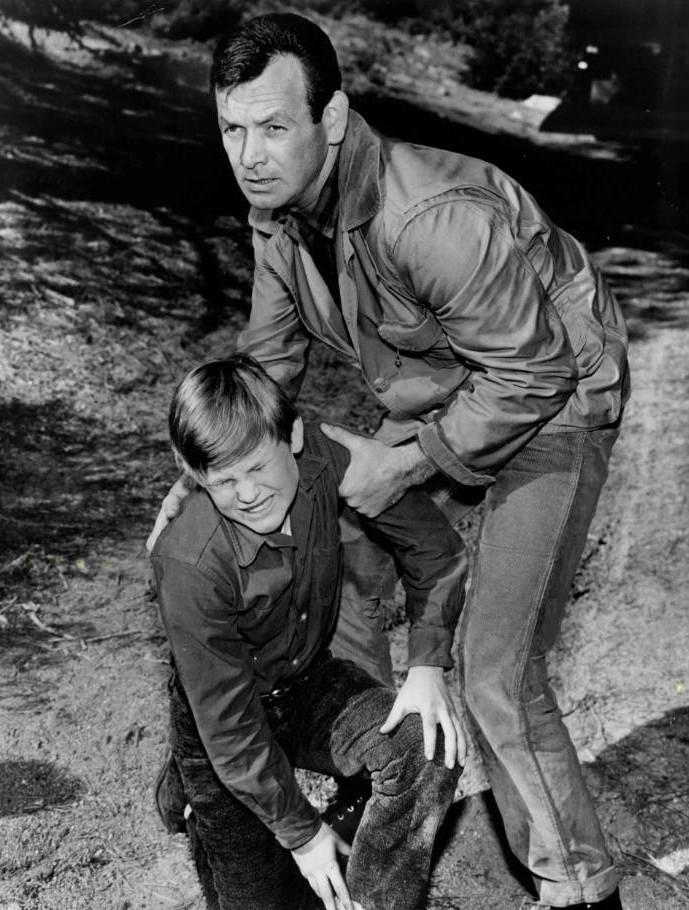
Russell con David Janssen en un episodio de la serie El fugitivo de 1964.

### 1966-1971: Estrella infantil en Disney
En 1966, Russell firmó un contrato de diez años con Walt Disney Productions, donde se convirtió, según Robert Osborne, en una de las estrellas de los 70 para el estudio. La primera película de Russell fue Veinte docenas de hijos (Follow Me, Boys!) (1966). Walt Disney describe a Russell como "un chico de quince años al que le pronostico un gran futura en la interpretación", en la que es su última aparición filmada antes de su muerte en diciembre de 1966. De hecho. una de las últimas cosas que escribió Disney antes de su muerte fue el nombre "Kurt Russell" (a pesar de estar mal escrito poniendo "Kirt") en un pedazo de pepel. En enero de 1967, Russell interpretó el papel de Willie Prentiss en el episodio "Willie and the Yank: The Mosby Raiders" de Walt Disney's Wonderful World of Color, publicado en algunos países como Mosby's Marauders (1967). En ese tiempo, Russell continuó siendo estrella invidtada en programas que no eran de Disney. Junto a Jay C. Flippen y Tom Tryon apareció en el episodio "Charade of Justice" en la serie de la NBC The Road West. En marzo de 1966, actuó en el capítulo "The Challenge" de la serie de televisión de finales de los años 1960 Perdidos en el Espacio como Quano, hijo de un legislador planetario.
Mientras filmaba el musical de los hermanos Sherman Una banda loca, loca (The One and Only, Genuine, Original Family Band) (1968), Russell conocería a la que sería su pareja Goldie Hawn, aunque su relación no se produciría hasta una década después. Al año siguiente, protagonizó dos películas: El caballo del traje gris (The Horse in the Gray Flannel Suit) (1969) y Espías del telón de acero (Guns in the Heather) (1969). Per sobre todo, consiguió un enorme éxito con dos papeles protagonistas Mi cerebro es electrónico (The Computer Wore Tennis Shoes) (1969) y Un ejecutivo muy mono (The Barefoot Executive) (1971).
En 1971, coprotagonizó junto a James Stewart la Cerco de fuego (Fools' Parade). finalmente, fue artista invitado en un episodio de Room 222 como un estudiante de secundaria idealista que asumió la identidad disfrazada de Paul Revere para advertir sobre los peligros de la contaminación.

### 1971-1973: Carrera como beisbolista

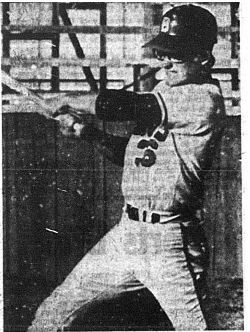
Russell en su carrera como beisbolista

Russell, como su padre, tuvo una carrera como beisbolista profesional. A principios de los 70, Russell fue segunda base en los Bend Rainbows, el equipo afiliado a los California Angels de las liga menores en 1971 y también en los Walla Walla Islanders en 1972, ante de fichar por El Paso Sun Kings de la Liga texana.
Cuando Russell estaba jugando en un partido de principios de la temporada, el corredor chocó con él en la segunda base y le ocasionó una lesión en el hombro derecho. Su lesión le impidió regresar a El Paso, aunque estuvo un tiempo probando como bateador para los Portland Mavericks de la Liga Noroeste, equipo era propiedad de su padre. La lesión le forzó a su retirada del mundo de béisbol en 1973 para volver a la interpretación.

### 1974-1987: Regreso y fama en Hollywood

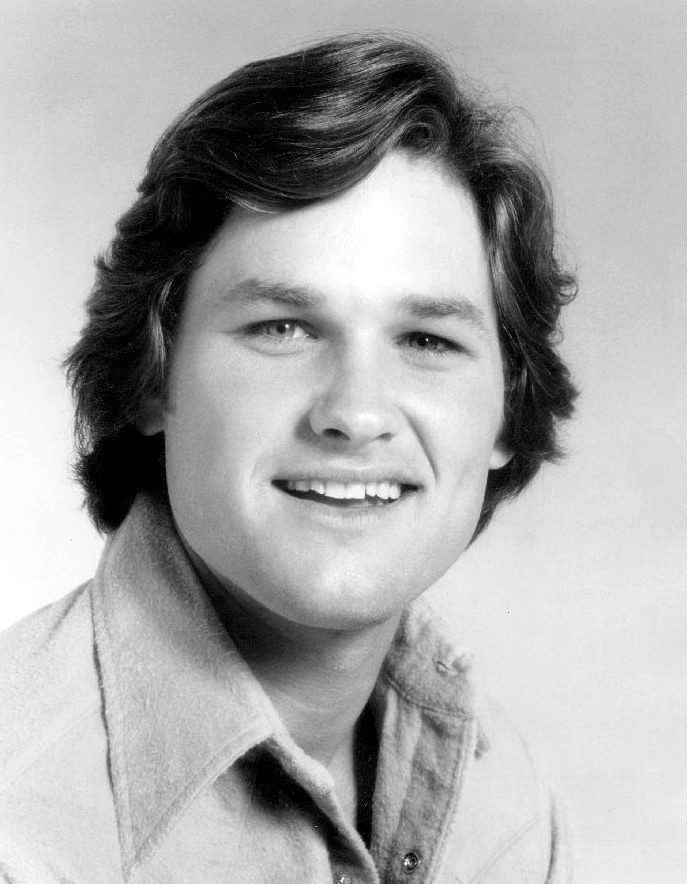
Russell en 1974

Aunque siguió haciendo cine en su etapa de jugador de béisbol con títulos para Disney como Te veo y no te veo (Now You See Him, Now You Don't) (1971), Un ángel para Charlie (Charley and the Angel) y Las locas aventuras de Superpapá (Superdad) (ambas de 1973), fue en 1974 cuando volvería a estar plenamente centrado en la interpretación. En otoño de 1974, apareció en la serie de la ABC The New Land, inspirada en la película sueca de 1972 del mismo nombre. Aclamada por la crítica, no fue bien recibida por la audiencia y se canceló cuando se emitieron seis de los 13 episodios que tenían previstos. 
En 1975, volvía por última vez a la disciplina de Disney con El hombre más fuerte del mundo (The Strongest Man in the World) y con telefilms. 
En 1976 audicionó para el papel de Han Solo en la primera película de La Guerra de las Galaxias, pero debido a que en ese mismo momento tenía que darle una respuesta a los directivos de la ABC para un proyecto, y dado que George Lucas no le confirmó del todo el papel en el casting. Entonces decidió optar por la propuesta de la cadena ABC, donde alcanza una gran popularidad con el personaje de Morgan Bodeen con el que haría la serie The Quest y dos telefilms del personaje: The Quest: The Longest Drive y The Captive: The Longest Drive 2. 
En 1979 interpretó al cantante en una película para televisión, Elvis, la primera colaboración del actor con el director John Carpenter, hecho que le valió la nominación de los premios Emmy. En el rodaje conoció a la actriz Season Hubley, con quien se casó en 1979.  En 1980, protagonizó Frenos rotos, coches locos (Used Cars) y Mar de ámbar (Amber Waves). 
En los dos años siguientes, recuperaría su colaboración con Carpenter con dos películas más. Primero, encarna el personaje de Serpiente Plissken en 1997: Rescate en Nueva York (Escape from New York) (1981). Este personaje es uno de los más queridos por el actor. Un año después, protagoniza La cosa (El enigma de otro mundo) (The thing) también bajo las órdenes de Carpenter, basado en el cuento corto Who Goes There? de John W. Campbell, Jr., que ya en 1951 había sido llevado a la pantalla con el título El enigma de otro mundo (The Thing from Another World). Ninguna de las dos películas fueron muy taquilleras aunque ambas forman parte del universo de películas de culto y le dieron un gran reconocimiento a Russell.
En 1983, demostró su calidad interpretativa al trabajar en Silkwood junto a Meryl Streep, papel por el que Russel fue nominado al Globo de Oro al mejor actor de reparto.
Al año siguiente, Russell protagonizó junto a su pareja Goldie Hawn Chicas en pie de guerra (Swing Shift) (1984). En 1986, encabezó el reparto de tres películas Llamada a un reportero (The Mean Season), The Best of Times y Golpe en la Pequeña China (Big Trouble in Little China). Esta última, cuarta colaboración entre Russell y John Carpenter. El actor interpreta a Jack Burton, un camionero algo torpe que se ve envuelto en una lucha entre bandas mágicas chinas en un suburbio de Estados Unidos. A pesar de que tanto actor como director creían que sería un éxito, la película volvió a ser un fracaso de taquilla pero una auténtica película de culto en algunas esferas aunque Russell se mostró muy indignado porque  cree que la productora no puso todo el empeño necesario para publicitar la película. Más popular fue su segunda película con Hawn, la comedia romántica Un mar de líos (Overboard) en 1987.

### 1988-: Estrella consolidada

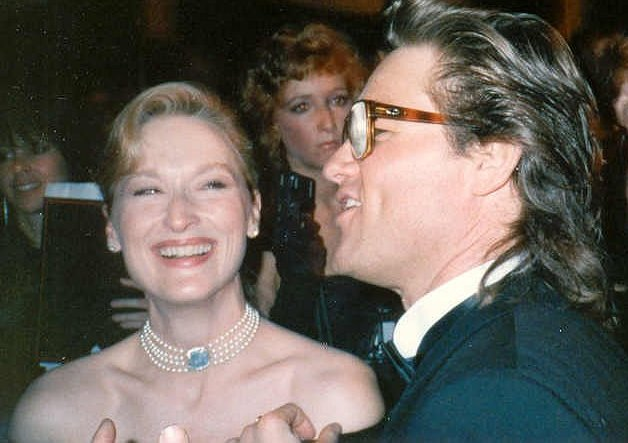
Russell y Meryl Streep en la 63.ª edición de los Premios Óscar (1991).

Russell apareció en dos películas fallidas: Conexión Tequila (Tequila Sunrise) (1988) con Mel Gibson y Michelle Pfeiffer donde lograr que Hollywood lo mire de manera diferente y Tango & Cash (1989) acompañando a la estrella del momento Sylvester Stallone.
En 1991, Russell interpretó al Teniente Stephen "Bull" McCaffrey en Llamaradas (Backdraft) (1991), a Wyatt Earp en Tombstone (1993) y al Coronel Jack O'Neil en la película de ciencia ficción Stargate (1994). También puso la voz a Elvis Presley en la exitosa Forrest Gump de 1994. Por otro lado, Russell rechazó el papel de Alan Grant en el megaéxito de Steven Spielberg de Parque jurásico pero sus pretensiones salariales fueron consideradas excesivas para Spielberg por lo que el papel finalmente fue interpretado por Sam Neill.
En 2006, Russell confesó que había sido el director en la sombra del éxito de 1993 Tombstone aunque estaba acreditado George P. Cosmatos, del que dice que grabó solo algunos planos. Russell afirmó que Stallone le recomendó a Cosmatos después de la destitución del primer director, el escritor Kevin Jarre. Russell dijo que le prometió a Cosmatos que lo mantendría en secreto mientras Cosmatos estuviera vivo; Cosmatos murió en abril de 2005. Russell dijo que no tuvo la oportunidad de editar su propia versión, el productor Andrew G. Vajna le dio una cinta con todo lo que se grabó en la película y que podría intentar reconstruir la película, aunque necesitaría volver al guion y sus notas.

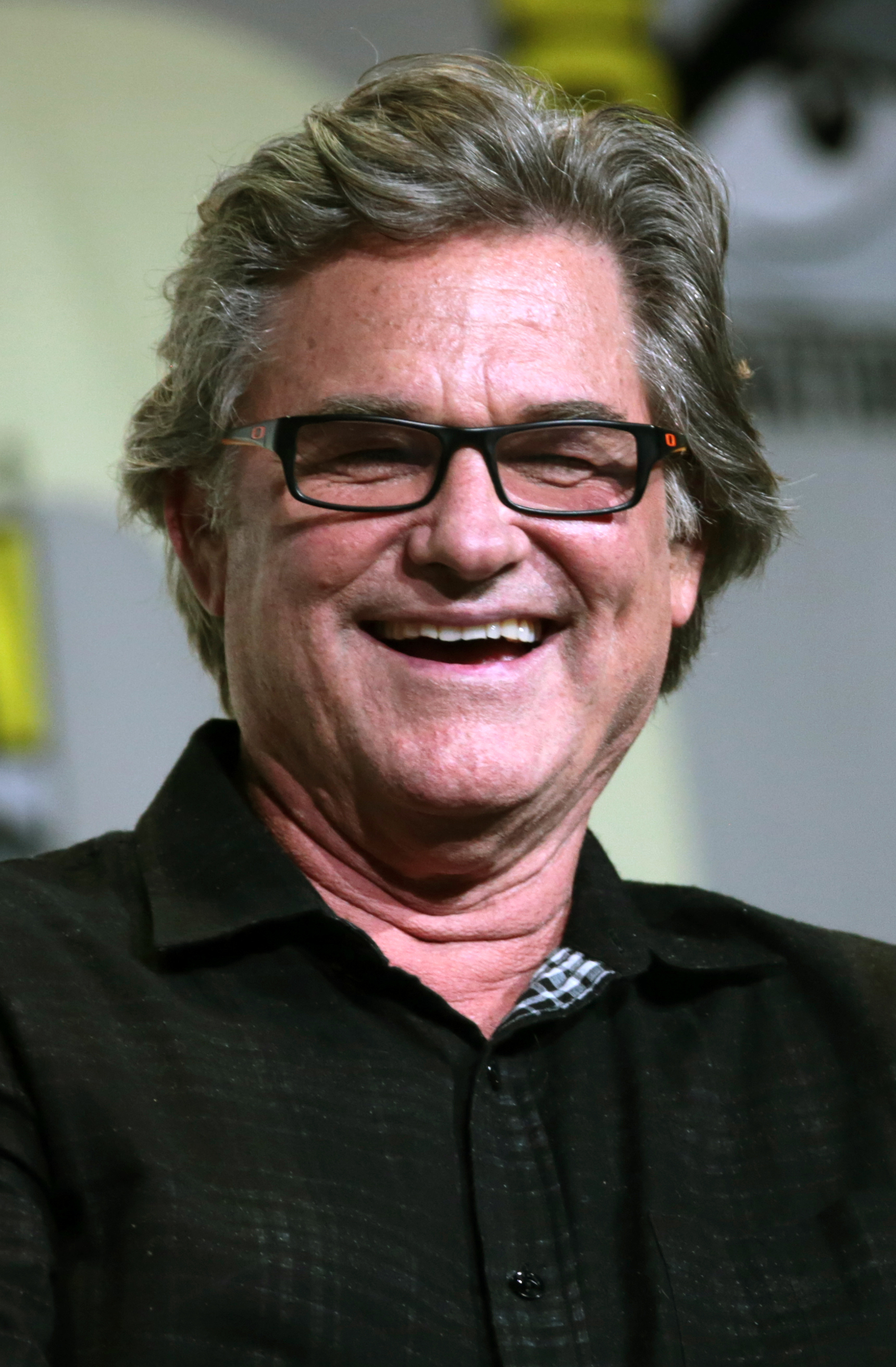
Rusell en 2016

Su interpretación del entrenador de hockey olímpico estadounidense Herb Brooks en la película de 2004 Miracle, consiguió los elogios de los críticos. En muchos sentidos, comentó Claudia Puig de USA Today, Miracle pertenece a Kurt Russell. Roger Ebert del Chicago Sun-Times afirmó: "Russell actúa de verdad aquí." Elvis Mitchell del The New York Times escribió La mesurada  actuación de Russell le da a Miracle brisas de aire fresco.
Russell interpretó al villano Stuntman Mike en el segmento Death Proof que Quentin Tarantino hizo para la película Grindhouse (2007). La colaboración de Russell con Tarantino se extendió a otras dos películas: Los odiosos ocho (The Hateful Eight) (2015) y Érase una vez en Hollywood (Once Upon a Time in Hollywood) (2019). También tuvo un papel importante en el mundo UCM con el personaje de Ego, el padre de Starlord en Guardianes de las Galaxia volumen 2 (Guardians of the Galaxy Vol. 2). Después de que se anunciara una nueva versión de Escape from New York, Russell supuestamente estaba molesto que Gerard Butler pudiera interpretar su personaje icónico, Snake Plissken, ya que creía que el personaje "era esencialmente estadounidense".

## Vida personal

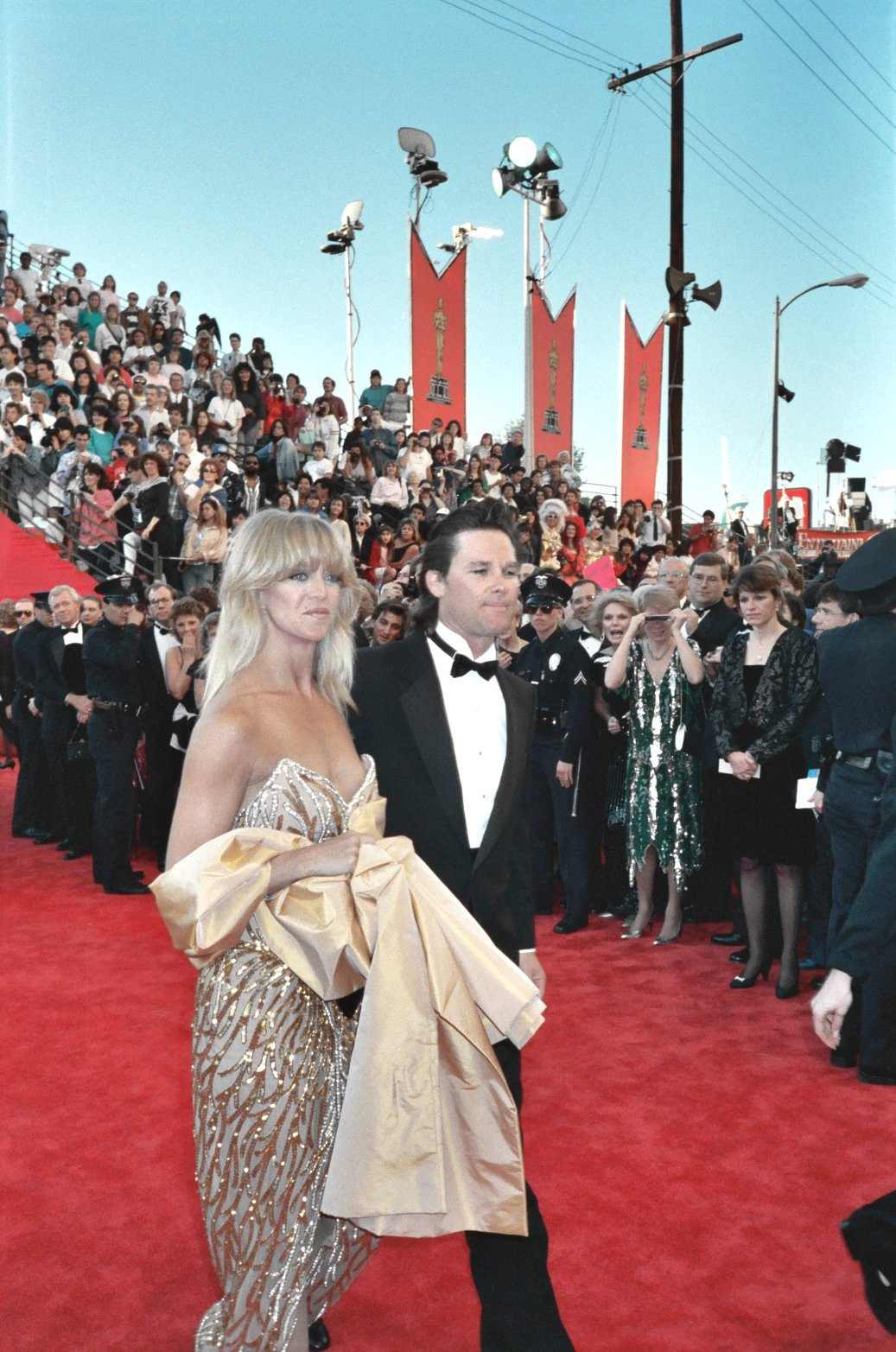
Russell y Hawn en la Gala de los Óscars de 1989.

Russell se casó con la actriz Season Hubley, que conoció en el rodaje de Elvis en 1979, y con el que tuvieron un hijo, Boston (1980). Después del divorcio de Hubley en 1983, Russell comenzó su relación con Goldie Hawn con la que protagonizó ese año Chicas en pie de guerra. Posteriormente volvieron a trabajar juntos en la película Fuera de borda (1987), aunque ya habían coincidido en la película The One and Only, Genuine, Original Family Band de 1968. Tuvieron un hijo Wyatt Russell (1986) y se instalaron en Vancouver; Snowmass Village (Colorado); Manhattan; Brentwood y Palm Desert (California). En una entrevista con People en diciembre de 2020, Russell reveló que él y Hawn nunca sintieron la necesidad de casarse, afirmando que "un certificado de matrimonio no iba a crear nada que de otra manera no tendríamos."
El 4 de mayo de 2017, Russell y Goldie Hawn recibieron su estrella en el una ceremonia conjunta en el Paseo de la Fama de Hollywood situada en el 6201 de Hollywood Boulevard.
Russell es de ideología libertaria. En 2020, afirmó que las celebridades deberían guardarse sus opiniones políticas para sí mismas, creyendo que impactan negativamente en su trabajo.
Russell es un gran defensor de la tenencia de armas por particulares y opinaba que el control no reduciría el peligro del terrorismo. También es un piloto privado con licencia de la FAA que posee monomotor y es miembro honorario del consejo de la organización de aviación humanitaria Wings of Hope.

## Filmografía

### Películas
| Año  | Título                                          | Papel                                                        | Notas                                         | Ref.          |
| ---- | ----------------------------------------------- | ------------------------------------------------------------ | --------------------------------------------- | ------------- |
| 1963 | It Happened at the World's Fair                 | Niño que patea a Mike                                        | Cameo sin acreditar                           | [ 58 ]        |
| 1964 | Guns of Diablo                                  | Jamie McPheeters                                             |                                               |               |
| 1966 | Follow Me, Boys!                                | Whitey                                                       |                                               |               |
| 1967 | Mosby's Marauders                               | Willie Prentiss                                              |                                               | [ 59 ]        |
| 1968 | The One and Only, Genuine, Original Family Band | Sidney Bower                                                 |                                               |               |
| 1968 | The Horse in the Gray Flannel Suit              | Ronnie Gardner                                               |                                               |               |
| 1969 | The Computer Wore Tennis Shoes                  | Dexter Riley                                                 |                                               |               |
| 1971 | The Barefoot Executive                          | Steven Post                                                  |                                               |               |
| 1971 | Fools' Parade                                   | Johnny Jesus                                                 |                                               |               |
| 1972 | Now You See Him, Now You Don't                  | Dexter Riley                                                 |                                               |               |
| 1973 | Charley and the Angel                           | Ray Ferris                                                   |                                               |               |
| 1973 | Superdad                                        | Bart                                                         |                                               |               |
| 1975 | The Strongest Man in the World                  | Dexter Riley                                                 |                                               |               |
| 1980 | Used Cars                                       | Rudy Russo                                                   |                                               |               |
| 1981 | Escape from New York                            | Snake Plissken                                               |                                               |               |
| 1981 | The Fox and the Hound                           | Copper                                                       | Voz                                           |               |
| 1982 | The Thing                                       | R.J. MacReady                                                |                                               |               |
| 1983 | Silkwood                                        | Drew Stephens                                                |                                               |               |
| 1984 | Swing Shift                                     | Lucky Lockhart                                               |                                               |               |
| 1985 | The Mean Season                                 | Malcolm Anderson                                             |                                               |               |
| 1986 | The Best of Times                               | Reno Hightower                                               |                                               |               |
| 1986 | Big Trouble in Little China                     | Jack Burton                                                  |                                               |               |
| 1987 | Overboard                                       | Dean Proffitt                                                |                                               |               |
| 1988 | Tequila Sunrise                                 | Nick Frescia                                                 |                                               |               |
| 1989 | Winter People                                   | Wayland Jackson                                              |                                               |               |
| 1989 | Tango & Cash                                    | Teniente Gabriel Cash                                        |                                               |               |
| 1991 | Backdraft                                       | Teniente Stephen "Bull" McCaffrey / Capitán Dennis McCaffrey | Papel dual; también realizó escenas de riesgo |               |
| 1992 | Unlawful Entry                                  | Michael Carr                                                 |                                               |               |
| 1992 | Captain Ron                                     | Capitán Ron Rico                                             |                                               |               |
| 1993 | Tombstone                                       | Wyatt Earp                                                   |                                               |               |
| 1994 | Forrest Gump                                    | Elvis Presley                                                | Voz sin acreditar                             | [ 60 ] [ 61 ] |
| 1994 | Stargate                                        | Jack O'Neill                                                 |                                               |               |
| 1996 | Executive Decision                              | Dr. David Grant                                              |                                               |               |
| 1996 | Escape from L.A.                                | Snake Plissken                                               | También guionista y productor                 |               |
| 1997 | Breakdown                                       | Jeff Taylor                                                  |                                               |               |
| 1998 | Soldier                                         | Sargento Todd "3465"                                         |                                               |               |
| 2001 | 3000 Miles to Graceland                         | Michael Zane                                                 |                                               |               |
| 2001 | Vanilla Sky                                     | Curtis McCabe                                                |                                               |               |
| 2002 | Interstate 60                                   | Capitán Ives                                                 |                                               |               |
| 2002 | Dark Blue                                       | Eldon Perry                                                  |                                               |               |
| 2004 | Miracle                                         | Herb Brooks                                                  |                                               |               |
| 2004 | Jiminy Glick in Lalawood                        | Él mismo                                                     |                                               |               |
| 2005 | Sky High                                        | Steve Stronghold / El Comandante                             |                                               |               |
| 2005 | Dreamer                                         | Ben Crane                                                    |                                               |               |
| 2006 | Poseidón                                        | Robert Ramsey                                                |                                               |               |
| 2007 | Death Proof                                     | Stuntman Mike McKay                                          |                                               |               |
| 2007 | Cutlass                                         | Padre                                                        | Cortometraje                                  |               |
| 2011 | Touchback                                       | Entrenador Hand                                              |                                               |               |
| 2013 | The Art of the Steal                            | Crunch Calhoun                                               |                                               |               |
| 2014 | The Battered Bastards of Baseball               | Él mismo                                                     | Documental                                    |               |
| 2015 | Furious 7                                       | Sr. Nadie                                                    |                                               |               |
| 2015 | Bone Tomahawk                                   | Sheriff Franklin Hunt                                        |                                               |               |
| 2015 | The Hateful Eight                               | John "El Verdugo" Ruth                                       |                                               |               |
| 2016 | Deepwater Horizon                               | Jimmy Harrell                                                |                                               |               |
| 2017 | The Fate of the Furious                         | Sr. Nadie                                                    |                                               |               |
| 2017 | Guardians of the Galaxy Vol. 2                  | Ego el Planeta Viviente                                      |                                               |               |
| 2018 | The Christmas Chronicles                        | Papá Noel                                                    |                                               | [ 62 ]        |
| 2019 | Crypto                                          | Martin Duran, Sr.                                            |                                               |               |
| 2019 | Érase una vez en Hollywood                      | Randy Lloyd / El narrador                                    | Doble papel                                   |               |
| 2019 | QT8: The First Eight                            | Él mismo                                                     | Documental                                    | [ 63 ]        |
| 2020 | The Christmas Chronicles 2                      | Papá Noel                                                    | También productor                             |               |
| 2021 | Fast & Furious 9                                | Sr. Nadie                                                    |                                               | [ 64 ]        |
| 2025 | The Rivals of Amziah King                       | —                                                            | Posproducción                                 | [ 65 ] [ 66 ] |
| 2025 | Los Pitufos                                     | —                                                            | Voz                                           |               |

### Televisión
| Año        | Título                                 | Papel                                           | Notas                                                    | Ref.          |
| ---------- | -------------------------------------- | ----------------------------------------------- | -------------------------------------------------------- | ------------- |
| 1962       | Dennis the Menace                      | Kevin                                           | Episodio: "Wilson's Second Childhood" (no acreditado)    | [ 67 ] [ 68 ] |
| 1962       | The Dick Powell Show                   | Niño / Vernon                                   | 3 episodios                                              |               |
| 1963       | Sam Benedict                           | Knute                                           | Episodio: "Seventeen Gypsies and a Sinner Named Charlie" |               |
| 1963       | The Eleventh Hour                      | Peter Hall                                      | Episodio: "Everybody Knows You Left Me"                  |               |
| 1963       | Our Man Higgins                        | Bobby                                           | Episodio: "Delinquent for a Day"                         |               |
| 1963–1964  | The Travels of Jaimie McPheeters       | Jaimie McPheeters                               | Reparto principal (26 episodios)                         |               |
| 1964       | The Man from U.N.C.L.E.                | Christopher Larson                              | Episodio: "The Finny Foot Affair"                        |               |
| 1964–1965  | El virginiano                          | Toby Shea / Andy Denning                        | 2 episodios                                              |               |
| 1964–1966  | El fugitivo                            | Eddie / Philip Gerard Jr.                       | 2 episodios                                              |               |
| 1964, 1974 | La ley del revólver                    | Packy Kerlin / Buck Henry                       | 2 episodios                                              |               |
| 1965       | La isla de Gilligan                    | Niño de la jungla                               | Episodio: "Gilligan Meets Jungle Boy"                    |               |
| 1965       | El FBI                                 | Dan Winslow                                     | Episodio: "The Tormentors"                               |               |
| 1965–1969  | Daniel Boone                           | Varios personajes                               | 7 episodios                                              |               |
| 1966       | Perdidos en el espacio                 | Quano                                           | Episodio: "The Challenge"                                |               |
| 1966       | Laredo                                 | Grey Smoke                                      | Episodio: "Meanwhile, Back at the Reservation"           |               |
| 1967       | The Road West                          | Jay Baker                                       | Episodio: "Charade of Justice"                           |               |
| 1967–1976  | Disneyland                             | Rich Evans / Soldado Willie Prentiss / Narrador | 7 episodios                                              |               |
| 1969       | Walt Disney's Wonderful World of Color | Rich Evans                                      | Episodio: "Guns in the Heather"                          |               |
| 1969       | Then Came Bronson                      | William P. Lovering                             | Episodio: "The Spitball Kid"                             |               |
| 1970       | Storefront Lawyers                     | Jerry Patman                                    | Episodio: "This is Jerry, See Jerry Run"                 |               |
| 1970       | The High Chaparral                     | Dan Rondo                                       | Episodio: "The Guns of Johnny Rondo"                     |               |
| 1970       | Love, American Style                   | Johnny                                          | Segmento: "Love and the First-Nighters"                  |               |
| 1971       | Room 222                               | Tim                                             | Episodio: "Paul Revere Rides Again"                      |               |
| 1973       | Love Story                             | Scott                                           | Episodio: "Beginner's Luck"                              |               |
| 1974       | Hec Ramsey                             | Matthias Kane                                   | Episodio: "Scar Tissue"                                  |               |
| 1974       | The New Land                           | Bo Larsen                                       | Reparto principal (6 episodios, más 7 no emitidos)       |               |
| 1974–1975  | Police Story                           | J.D. Crawford / Oficial David Singer            | 2 episodios                                              |               |
| 1975       | Harry O                                | Todd Conway                                     | Episodio: "Double Jeopardy"                              |               |
| 1975       | The Deadly Tower                       | Charles Whitman                                 | Película para televisión                                 |               |
| 1975       | Search for the Gods                    | Shan Mullins                                    | Película para televisión                                 |               |
| 1976       | The Quest                              | Morgan "Dos Personas" Bodden                    | Reparto principal (15 episodios)                         |               |
| 1976       | The Quest: The Longest Drive           | Morgan "Dos Personas" Bodden                    | Película para televisión                                 |               |
| 1977       | Hawaii Five-O                          | Peter Valchek                                   | Episodio: "Deadly Doubles"                               |               |
| 1977       | Christmas Miracle in Caufield, U.S.    | Johnny                                          | Película para televisión                                 |               |
| 1979       | Elvis                                  | Elvis Presley                                   | Película para televisión                                 |               |
| 1980       | Amber Waves                            | Laurence Kendall                                | Película para televisión                                 |               |
| 2021–2023  | What If...?                            | Ego                                             | Voz, 3 episodios                                         |               |
| 2023–2024  | Monarch: Legacy of Monsters            | Lee Shaw                                        | Papel principal                                          |               |

## Premios
Globos de Oro
| Año  | Categoría              | Título   | Resultado |
| ---- | ---------------------- | -------- | --------- |
| 1984 | Mejor actor de reparto | Silkwood | Candidato |

Premios Emmy
| Año  | Categoría                            | Título | Resultado |
| ---- | ------------------------------------ | ------ | --------- |
| 1979 | Mejor actor de miniserie o telefilme | Elvis  | Candidato |